# Otto Dietrich

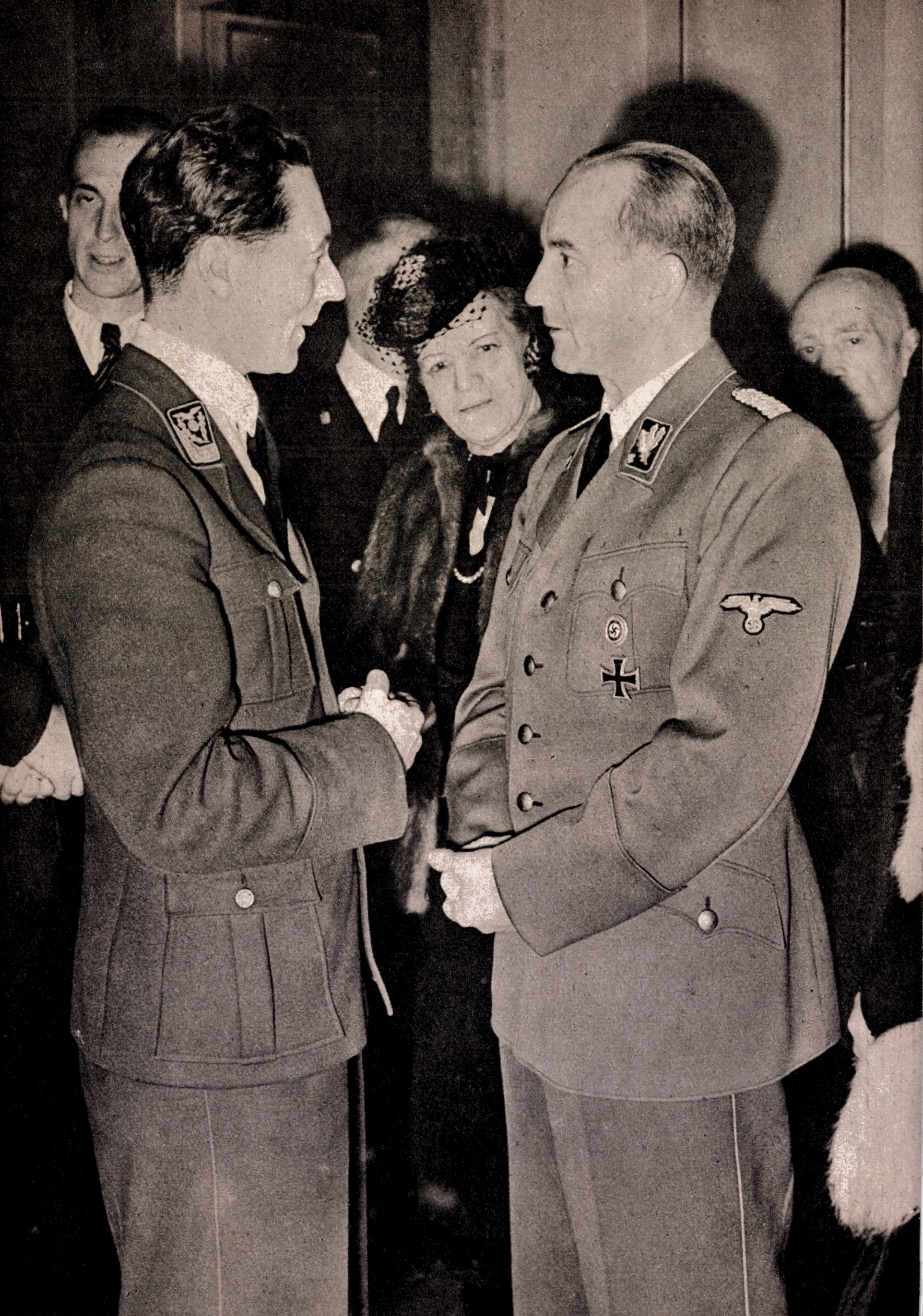
Otto Dietrich (derecha) junto al ministro noruego Gulbrand Lunde, 1942.

Otto Dietrich (Essen, 31 de agosto de 1897 - Düsseldorf, 22 de noviembre de 1952) fue un funcionario alemán de las SS durante la Alemania nazi, quien se desempeñó como Jefe de Prensa del régimen y confidente de Adolf Hitler. Doctor en Filosofía y Ciencias Políticas, ostentó los cargos de Obergruppenführer, Reichsleiter y Teniente de Reserva de la Wehrmacht.

## Juventud e inicios en la política
Dietrich nació en el seno de una familia católica, estudió en una Escuela Pública y posteriormente el bachillerato en el Realgymansium de Essen, donde se graduó en 1914. Se unió el Ejército alemán en 1914 siendo asignado en el Regimiento N° 7 de artillería de Campo en Westfalia entre agosto de 1914 y marzo de 1915; a partir de este mes y hasta mayo de 1915 en el Regimiento N° 43; nuevamente regresa al regimiento N° 7 y es nombrado teniente de Reserva el 12 de noviembre de 1917 siendo premiado con la Cruz de Hierro de Primera Clase y la de Segunda Clase por mérito y valor en combate además de la Cruz de Honor 1914-1918.
Luego de la Primera Guerra Mundial estudió en las universidades de Múnich, Fráncfort del Meno y Friedeburg, las carreras de Ciencias Políticas, Economía y Filosofía obteniendo el Doctorado en Ciencias y Economía Políticas en grado Magna cum laude en 1921. Desde esta época trabajó como asistente de investigaciones para la Cámara de Comercio de Essen y trabajó como editor delegado para las áreas de Comercio y Negocios del diario de Essen "Allgemeine Zeitung".  Desde 1928 se hizo asesor de Comercio y Negocios para los Sindicatos de Prensa del Rheim y asesoró además a los principales periódicos de Múnich. 
Ávido por estudiar y desarrollar tareas políticas, es captado por las ideas del nacionalsocialismo y se une al Partido Nazi el 1 de abril de 1929, con el número de tarjeta 120.727. Desde este momento hace una carrera meteórica en el NSDAP.
Dietrich fue la unión de Adolf Hitler con grandes inversionistas, entre ellos Emil Kirdorf, quien hizo una fuerte inversión en el NSDAP, sin embargo algunos dirigentes de la vieja guardia tales como Albert Krebs, quien alegaba que tanta cercanía del Partido Nazi con altos inversionistas alejaría a los humildes trabajadores y los alejaría del Movimiento nacionalsocialista.  Dietrich fue responsable de las grandes campañas de propaganda de 1932 que conllevaron a los posteriores triunfos del NSDAP en la población. Por esto se convirtió en inseparable de Hitler.

## Carrera política

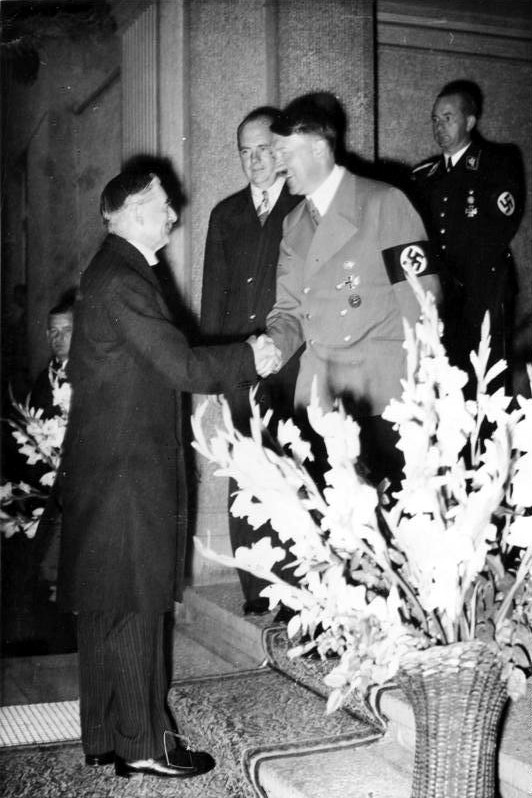
De izquierda a derecha: Neville Chamberlain, Paul-Otto Schmidt, Adolf Hitler y Otto Dietrich, 1938.

En 1931 es nombrado secretario del Editor Principal de "National Zeitung"; esto lo promueve a ser nombrado como asesor de Prensa del Führer. Hitler lo nombró en 1931 como portavoz de Prensa del Reich del NSDAP. Dietrich es nombrado General de la SS el 24 de diciembre de 1932. Después de la toma del poder (enero de 1933), fue designado presidente de la más poderosa asociación al interior de la Cámara de la Prensa: la Asociación de Prensa del Reich alemán (Reichsverband der Deutschen Presse), y en 1937 vicepresidente de la Cámara de la Cultura del Reich. En ese mismo año Hitler lo nombró vocero de Prensa del Reich (Pressechef der Reichsregierung), poco después Joseph Goebbels lo propuso como subsecretario del Ministerio para el Esclarecimiento del Pueblo y de Propaganda del Reich.
En ese puesto llevó a cabo reformas administrativas para ejercer con mayor efectividad el control sobre la prensa. Importante para esta colaboración -en el marco de las reformas de Dietrich-, se debe decir que la "Sección de Prensa del Reich" ("Presse-Abteilung der Reichsregierung") la subdividió en tres subsecciones: a) Prensa Alemana/Prensa Interior ("Deutsche Presse / Inlands-Presse"), b) Prensa Exterior "Auslands-Presse", y, c) Prensa para Revistas "Zeitschriften Presse".
Con esta reforma logró Dietrich controlar directamente a la prensa escrita, en la medida en que cada periódico diario estaba obligado a subscribirse a los "servicios informativos" que preparaban las diferentes secciones.
Paralelamente, Dietrich coordinaba el trabajo de los Gabinetes de Prensa del Reich ("Reichspressestelle der NSDAP") adjuntos a las Oficinas de Prensa de las Direcciones Regionales ("Gaupresseämter"). También, como instrumento importante para controlar a la prensa -que de por sí ya era nacionalsocialista- Dietrich planificó y creó las llamadas "Cartas nacionalsocialistas del Partido" ("Nationalsozialistiche Parteikorrespondenz"), órgano informativo cuya subscripción fue también obligatoria para la prensa, tanto escrita como radial.

## El fin
En marzo de 1945 fue acusado por Goebbels de derrotismo y Hitler le despojó de todos sus cargos, destituyéndolo de inmediato. Dietrich había sido honrado con la Placa Dorada del Partido. Después de la guerra, fue capturado por los aliados y llevado al Juicio de los Ministerios y condenado a siete años de prisión, pero fue liberado por buena conducta en 1950. Falleció dos años después.
En 1957 fueron publicadas en Londres sus memorias tituladas The Hitler that I knew (El Hitler que yo conocí).